# 3インチ 対空ロケット発射器
3インチ対空ロケット発射器とは第二次世界大戦中にイギリス軍が使用した、3インチ 対空ロケット弾を運用するロケット砲である。ここではロケット弾とその発射器の双方について解説する。

## ロケット弾についての概略
イギリスにおけるロケット兵器の開発は、王立兵器開発研究所の物理学者クロウ博士の指導する研究班によって始まった。
ここで誕生した最初のロケット弾が2インチ対空ロケット弾であるが、1937年に防空調査委員会より『ロケット高射砲を補助対空兵器として運用するためには、現用の3.7インチ高射砲弾と同型の弾頭を装備するロケットの開発を優先すべきである』との要求が出された。その後、設計・試作作業の大半はケントのハルステッド基地(現在ここには英国王立兵器研究開発機構の本部が置かれる)で進められ、実射試験はウェールズ南部のアベルポルス射撃試験場で行われた。1939年にはジャマイカで大規模な実射試験が実施され、実戦部隊での運用に耐え得るものであるとの評価が下された。
こうして開発された新しいロケット弾が3インチU.P.(Unrotated Projectile=非回転発射体　翼安定方式のロケット弾を意味する)である。標準的な構造をしており、コルダイトを推進薬とする単噴出管式のロケットモーターを装備していた。弾頭のNo.700信管は時計式時限起爆方式だったが、これは後に電磁式時限起爆方式に改められている。また採用に当たってMark.1の名称が与えられた。

### 諸元
「3インチ 対空ロケット弾 Mark.1(Mark1,3inch,U.P.)」
- 全長 : 1930mm　（76インチ）
- 胴部直径 : 82.6mm　（3.25インチ）
- 重量 : 24.5kg　（53.97ポンド）
- 弾頭炸薬重量 : 1.94kg （4.28ポンド）
- 推進薬重量 : 5.76kg （12.7ポンド）
- 初速 : 457m/sec（1,500フィート/秒）
- 最大到達高度 : 6770m（22,200フィート）

## 発射器についての概略
Mark.1ロケット弾を運用する最初の発射器はグリニッジのG・A・ハーヴェイ社によって製作された。同社はこの発射器の設計を10週間ほどの内に終わらせて1940年9月までに1000基を生産。その数は終戦までの間に2500基にのぼった。この発射器の開発にはBSAやヴィッカースも関わっていたのだが、陸軍型はMk.1、海軍型は3インチ ハーヴェイL.S.発射器として知られている。(海軍型の大部分は船団護衛部隊に配備された)Mark.1は非常に簡易な構造で、二本のガイドレールを用いる単装の発射器である。発射用のガイドレールを挟んで両側に1名ずつの操作手が配置され、右側が装填を担当し、左側が簡単な照準器で目標を捕捉しロケット弾に点火した。なおこの発射器では電気式点火方式が採用されている。
陸軍最初の運用部隊は1940年10月編成のアベルポルス射撃試験中隊だが、これに続く部隊は郷土防衛隊防空部隊内に編成された。(アベルポルス射撃試験中隊は最初のドイツ軍機撃墜も記録している)生産数はまとまったものであるが、戦時急造兵器の性格が強く、後述の発射器が生産されることによって多くは射撃試験とロケット弾の運用訓練に用途転換された。
イギリス軍によって初めて大規模に運用された3インチ対空ロケット発射器がMark.1に次いで採用されたNo.2 Mark.1である。この型では発射用ガイドレールの数が4本に増やされて単装もしくは連装発射器として使用できた。基本的な構造は前作のMark.1とほぼ等しく、ガイドレールを挟んで両側に操作手が配置された。左右角の調整は右側の操作手が、仰俯角の調整は左側の操作手が担当する。ロケットへの点火は中隊本部の指令装置より電気的かつ一斉に行われた。
これを装備する1個中隊が北アフリカ戦線のトブルク防衛に際して港湾防空のために派遣された。
上記2種の発射器はどちらも地上固定式でコンクリート製の土台などに設置されるために機動性はない。
前記2種の発射器よりも多連装かつ機動性を有するものとして採用されたのがNo.4 Mark.1とMark.2である。ガイドレール式9連装発射器で、3インチ高射砲と同型の台車上に設置されていた。操作手として基部に設置された金属製の「箱」内に2名が配置され、それぞれ左右角と仰俯角の調整を行った。Mark.2は電磁式信管設定装置が装備されている点においてMark.1と異なる。斉射には0.75秒を要し、3発/2発/2発/2発の4回に分けてロケットに点火された。およそ100基が生産された後に8個中隊が編成され、その内の2個中隊が北アフリカに派遣されていた。
第二次世界大戦中のイギリス軍のロケット発射器の内、最大のものがNo.6である。ガイドレール式の20連装発射器で、地上の土台に固定されていたため機動性はない。発射器中央に操作室があり、10連装のガイドレールが左右に1基ずつ取り付けられていた。操作手は縦並びに2名が配置され、前方操作手が簡単な照準器で仰俯角の調整を行い、後方操作手が左右角の調整を天窓を見ながら行った。作業の進捗は中隊本部指令所に伝達され、ここからの指令で中隊一斉に発射される。斉射には0.75秒を要し、6発/4発/6発/4発の4回に分けてロケットに点火された。この発射器が部隊配備されたのは1944年である。

### 諸元
「 3インチ　対空ロケット発射器　Mark.1 (Projector,3inch,Mark.1) 」
- ガイドレール全長 : 3,658mm　（144インチ）
- 発射器幅 : 2,372mm　（93.375インチ）
- 仰俯角 : 0°〜70°
- 左右角 : 360°（基部の旋回による全周）

「 3インチ　対空ロケット発射器　No.2 Mark.1 (Projector,3inch,No.2 Mark.1) 」
- ガイドレール全長 : 3,658mm　（144インチ）
- 発射器幅 : 2,721mm　（107.125インチ）
- 仰俯角 : 10°〜80°
- 左右角 : 360°（基部の旋回による全周）

「 3インチ　対空ロケット発射器　No.4 Mark.1 / Mark.2 (Projector,3inch,No.2 Mark.1 and Mark.2) 」
- ガイドレール全長 : 3,658mm　（144インチ）
- 発射器幅 : 2,464mm　（97インチ）
- 移動時全高 : 3,886mm　（153インチ）
- 戦闘時最大高 : 5,486mm　（216インチ）
- 総重量 : 7500kg　（16520ポンド　台車重量含む）
- 仰俯角 : 7°〜75°
- 左右角 : 360°（基部の旋回による全周）

「 3インチ　対空ロケット発射器　No.6 Mark.1 (Projector,3inch,No.6 Mark.1) 」
- ガイドレール全長 : 3,632mm　（143インチ）
- 発射器幅 : 3,200mm　（126インチ）
- 戦闘時最大高(80°) : 4,800mm　（189インチ）
- 仰俯角 : 20°〜80°
- 左右角 : 345°(地上固定式ながら全周旋回できない)

## 海軍の「Mark.1」
また同時期、爆撃機を目標とするために高度5000mまでの戦闘を考えていた陸軍に対して、海軍は高度1000m以下の低高度で攻撃してくる攻撃機や雷撃機に対処するため特異なロケット弾を開発している。PAC(Parachute And Cable)と呼ばれるものがそれで、これは一種の空中爆雷である。ロケット弾が高度330mに到達すると弾頭が分解して中から238gの爆薬を連結した122mのケーブルとパラシュートが展開する。敵機がこのパラシュートやケーブルに引っかかると爆弾が爆発する仕組みになっていた。ロケット弾の全長は81.3cm、重量は15.9kgと上記のものより小型であり、20連装の発射器が艦艇に搭載された。このロケットにもMark.1の名称が与えられているために混同してしまうことも考えられるが、海軍で使用されたものは 7インチ 対空ロケット弾 Mark.1 でありこれらは別の兵器である。前述の陸軍呼称3インチロケット弾 Mark.1について海軍では単純に3インチU.P.と呼称されていた。

## 参考資料
- Peter Chamberlain , Terry Gander 『WW2 Fact Files,Mortars and Rockets』 （1975）Arco Publishing Company,Inc. ISBN 0668038179